# Street (Somerset)
Street is een civil parish in het bestuurlijke gebied Mendip, in het Engelse graafschap Somerset, vlak bij de heuvel Glastonbury Tor. De plaats telt 11.805 inwoners.
De naam van de plaats is Engels voor straat, het werd zo genoemd nadat in de 12e eeuw een verharde weg naar Glastonbury abbey was aangelegd. Daarvoor heette het dorp Lantokay. Bij de plaats ligt ook een Romeinse heerweg.
In de plaats is vanouds schoenfabriek C. and J. Clark Ltd gevestigd. Street was de locatie van belangrijke paleontologische vondsten.